# América Futebol Clube (RN)
|  | Aquest article tracta sobre el club de futbol de la ciutat de Natal . Vegeu-ne altres significats a «América Futebol Clube». |

L'América Futebol Clube o América de Natal, és un club de futbol brasiler de la ciutat de Natal a l'estat de Rio Grande do Norte.

## Història
El club va ser fundat el 14 de juliol de 1915. El seu primer partit oficial fou un América 3-0 ABC, el 22 de juny de 1919. El primer títol del club fou el 1919, quan guanyà la Liga de Desportos Terrestres derrotant el Centro Esportivo Natalense i l'ABC. El 1996 fou segon a la lliga brasilera de Segona Divisió., jugant a Primera la temporada següent. El 1998 es proclamà campió de la Copa Nordeste, derrotant el Vitória-BA. És l'únic club potiguar que ha guanyat un campionat interestatal. Aquest mateix any participà en la Copa Conmebol.
El seu gran rival esportiu és l'ABC, també de Natal.

## Palmarès
- Copa Nordeste:
  - 1998
- Campionat potiguar:
  - 1919, 1920, 1922, 1926, 1927, 1930, 1931, 1943, 1946, 1948, 1949, 1951, 1952, 1956, 1957, 1967, 1969, 1974, 1975, 1977, 1979, 1980, 1981, 1982, 1987, 1988, 1989, 1991, 1992, 1996, 2002, 2003, 2012, 2014.
- Taça Almir / Norte-Nordeste:
  - 1973
- Copa RN: 3
  - 2006, 2012, 2013